# Orusco de Tajuña
Orusco de Tajuña är en kommun i Spanien. Den ligger i den autonoma regionen Madrid, i den centrala delen av landet, 40 km öster om huvudstaden Madrid. Antalet invånare är 1 511 (2024). Arean är 21,51 kvadratkilometer.